# مسابقات جهانی تنیس روی میز ۱۹۷۵

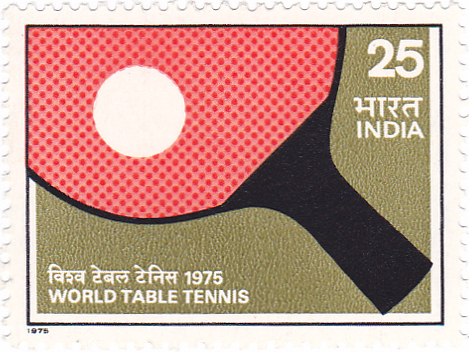
تمبر یادبود مسابقات جهانی تنیس روی میز ۱۹۷۵ هند

مسابقات جهانی تنیس روی میز ۱۹۷۵ (انگلیسی: 1975 World Table Tennis Championships) سی و سومین دوره مسابقات جهانی تنیس روی میز است که در شهر کلکته، هند برگزار شده است.
این مسابقات از ۶ تا ۱۶ فوریه ۱۹۷۵ در دو بخش تیمی و انفرادی انجام شده است.